# Thomas Jones Barker

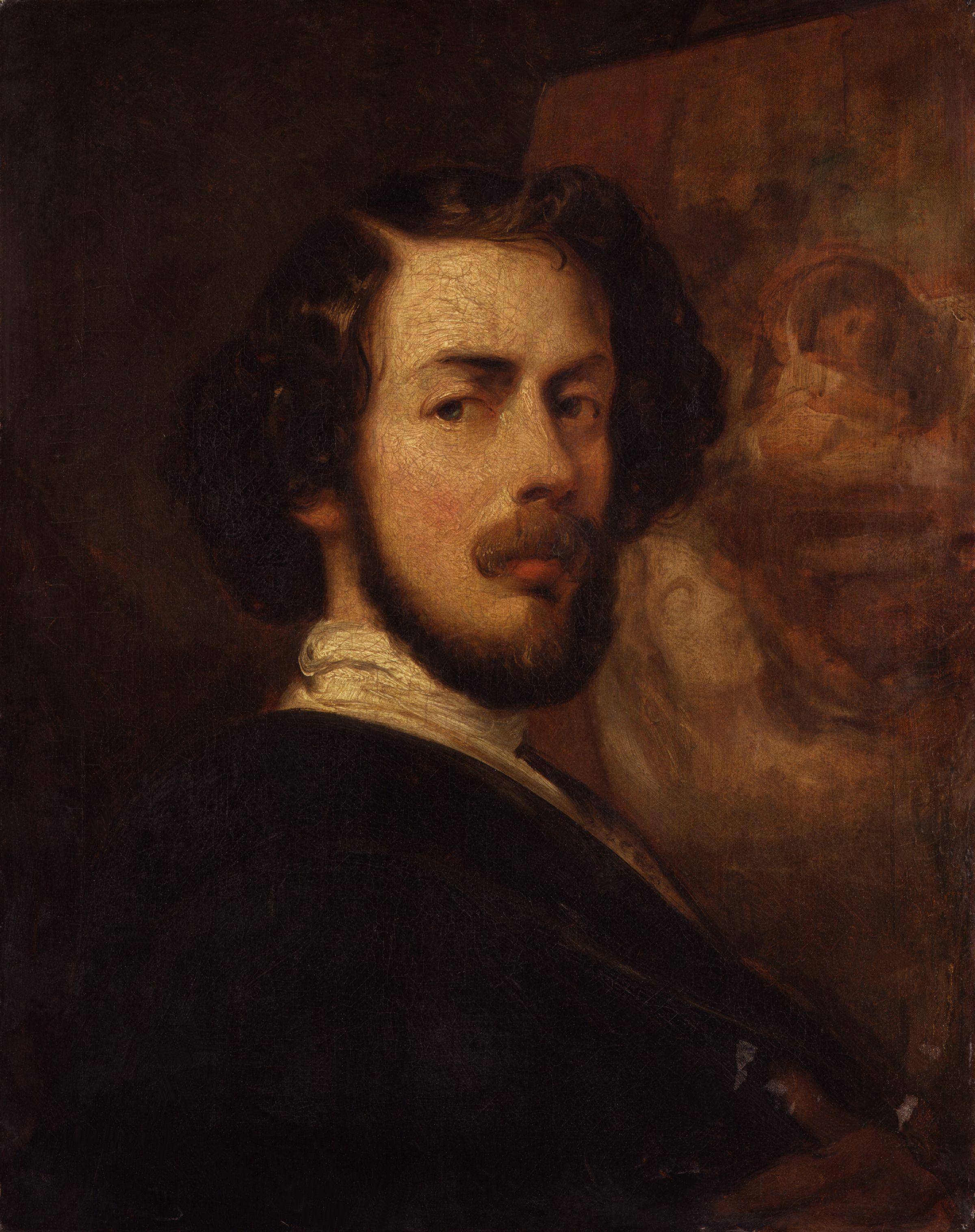
Thomas Jones Barker

Thomas Jones Barker (* 19. April 1813 in Bath, Somerset; † 27. März 1882 in Haverstock Hill, heute zu London) war ein englischer Historien-, Genre- und Porträtmaler.

## Leben

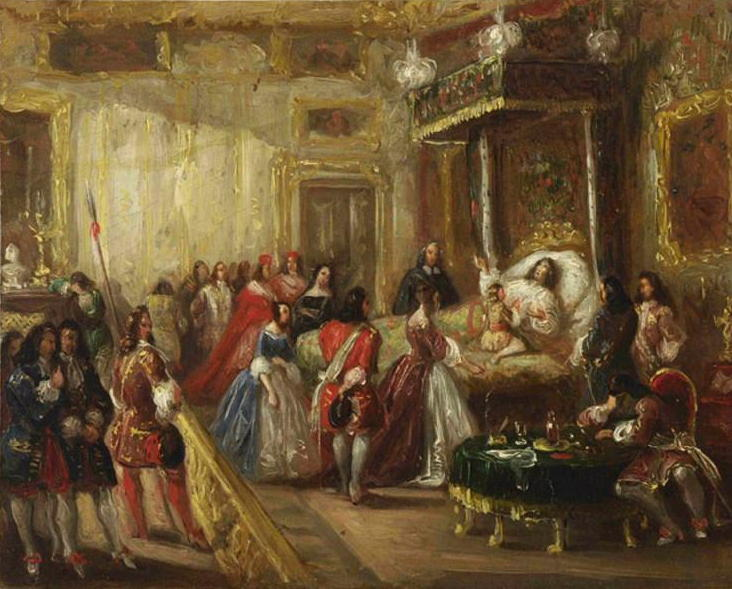
Skizze zu dem zerstörten Gemälde The Death of Louis XIV

Barker war der älteste Sohn des Genremalers Thomas Barker (1767–1847), der sich gegen Ende des 18. Jahrhunderts in Bath niedergelassen hatte. Er war das fünfte Kind der Familie Barker, seine Mutte war Priscilla (geborene Jones). Der Landschaftsmaler Benjamin Barker (1776–2. März 1838) war einer seiner Onkel. Barker besuchte zunächst das Heckingham College und wurde anschließend von seinem Vater in der Malerei ausgebildet. 1835 ging er, durch die Kontakte seines Vaters begünstigt, nach Paris, trat in das Atelier von Horace Vernet ein und blieb viele Jahre lang dessen Schüler. Während seines Aufenthalts in Frankreich stellte er einige seiner Werke im Salon de Paris aus und wurde von der Regierung mit drei Goldmedaillen ausgezeichnet. Er fertige mehrere Bilder für den französischen König Louis Philippe, darunter eine große Leinwand mit dem Titel englisch The Death of Louis XIV ‚Der Tod Ludwigs XIV.‘ Bei der Plünderung des Palais Royal am 24. Februar 1848 wurde das Werk zusammen mit einem von Horace Vernet und einem anderen von Paul Delaroche zerstört. Für die Prinzessin Marie, die jüngste Tochter des Königs, malte er 1840 das Gemälde englisch The Bride of Death ‚Die Braut des Todes‘.

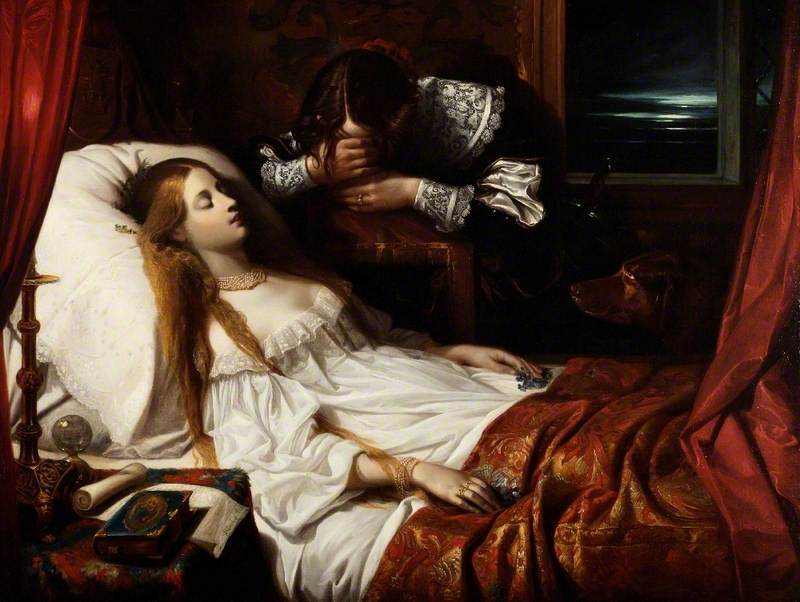
The Bride of Death

Barker kehrte um 1845 nach England zurück und ließ sich als selbständiger Maler in Haverstock Hill nieder. Er stellte einige Porträts in der Royal Academy of Arts, darunter eines von Mrs. Campbell aus Islay und 1847 zwei Einzelporträts und ein Gruppenbildnis mit dem Titel englisch Beauties of the Court of Charles II. ‚Schönheiten am Hofe Karls II.‘ auf dem neben weiteren jungen Damen die Königin Katharina und die Herzogin von Cleveland zu sehen sind, die König Karl II. und weiteren Herren begleiten. Das Bild ist sehr ausgearbeitet. Im Jahr 1849 war sein Gemälde Der Troubadour in der Akademieausstellung zu sehen, dass er nach einer Passage eines Gedichts von Sir Walter Scott angefertigt hatte. Es stellt den Tod eines Minnesängers dar, dessen letztes Lied auf dem Schlachtfeld erklingt. In den Jahren 1855 bis 1859 und 1861 schickte er keine Bilder in die Ausstellung der Royal Academy. Bei Ausbruch des Deutsch-Französischen Krieges im Jahr 1870 begab er sich bis 1871 an die Schauplätze der Feindseligkeiten, um, wie er sagte, „… das Wirkliche zu sehen und zu malen“ und fertigte dort zahlreiche Skizzen an, darunter englisch The Attack of the Prussian Cuirassiers on the Chasseurs d’Afrique at Vionville ‚Der Angriff der preußischen Kürassiere auf die Chasseurs d’Afrique bei Vionville‘ oder englisch The Surrender of Napoleon III at Sedan ‚Die Kapitulation Napoleons III. in Sedan‘.
Die letzten Bildnisse, die er für die Ausstellung anfertigte waren 1874 englisch Balaklava: one of the Six Hundred ‚Balaklava: einer der Sechs-Hundert‘ und 1876 englisch The Return through the Valley of Death ‚Die Rückkehr durch das Tal des Todes‘ Es zeigt Lord George Paget, der sich mit seinen verbliebenen Reitern der 11. Husaren und 4. leichten Dragoner nach dem heldenhaften Angriff der leichten Brigade bei Balaklawa einen Weg durch die russischen Truppen bahnt, die ihnen vergeblich den Weg versperrten. Das Bild wurde unter der Aufsicht von Lord George angefertigt. Seine militärischen Motive gelten als getreue und eindrucksvolle Aufzeichnungen einiger der denkwürdigsten Ereignisse des Krim- und des deutsch-französischen Feldzugs.

## Auszeichnungen
- 1835–1845: 3 goldene Medaillen des Salon de Paris, darunter 1835 für Die Schönheiten am Hofe Karls II. sowie über zwanzig Silber- und Bronzemedaillen aus verschiedenen Provinzstädten Frankreichs
- große goldene Medaille des Musée Royal
- 1840: Kreuz der Ehrenlegion für The Bride of Death

## Weitere Werke (Auswahl)
Ab 1849 schuf Barker seine monumentalen Schlachtenbilder. Zeitgenossen nannten Barker auf Grund dieser Kriegsszenen bald auch den englischen Horace Vernet.
- 1851: Die Begegnung Wellingtons und Blüchers bei Waterloo
- 1851: An Incident in the Life of William Rums (Ein Vorfall im Leben von William Rums, dargestellt in Lebensgröße)
- 1853: Eine Episode aus Wellingtons Einnahme von Pamplona (die sich am 27. Juli 1813 zugetragen haben soll)
- Das Rennen auf dem Corso in Rom
- 1862: Life of Salvator Rosa
- 1863: Margaret in the Cathedral: the Whispering of the Evil Spirit (eine Szene aus Johann Wolfgang von Goethes Faust)
- 1863 The Secret of England’s Greatness in der National Portrait Gallery in London